# Antonio Mirko Čolak
Antonio Mirko Čolak (Ludwigsburg, 17. rujna 1993.) hrvatski je nogometaš i reprezentativac koji igra na poziciji napadača. Trenutačno igra za Speziju.

## Klupska karijera
Rodio se u Ludwigsburgu. Prvu utakmicu u Bundesligi za 1. FC Nürnberg odigrao je 19. listopada 2013. godine protiv Eintrachta iz Frankfurta. U 78. minuti utakmice zamijenio je Tomáša Pekharta.
Dana 25. srpnja 2016. godine pridružio se Darmstadtu 98 na jednosezonsku posudbu. Sljedeće sezone opet je dan na posudbu, u drugoligaša Ingolstadta. Nakon obostrana dogovora o prekidu posudbe u Ingolstadtu, siječnja 2018. godine, posuđen je u hrvatskog prvoligaša Rijeku do lipnja 2019. godine. U ljeto 2020. godine, potpisuje za grčkog velikana PAOK iz Soluna. Godine 2021. bio je na posudbi u švedskome klubu Malmöu, nakon čega je 2022. godine potpisao za škotski klub Rangers.

## Reprezentativna karijera
Prva njegova utakmica za Hrvatsku bila je za reprezentaciju do 18 godina 2. svibnja 2011. godine u prijateljskoj utakmici protiv Norveške. Prvi pogodak za Hrvatsku dao je u kategoriji do 19 godina 8. veljače 2011. godine u prijateljskoj utakmici protiv Irske. Nastupio na kvalifikacijama i završnom dijelu Europskog prvenstva 2012. godine.
Prvi nastup za seniorsku reprezentaciju upisao je 11. studenoga 2020. godine u prijateljskom ogledu protiv Turske (3:3) kada je ušao u igru u 66. minuti utakmice.

## Priznanja

### Individualna
- Najbolji strijelac Prve HNL u sezoni 2019./20., s postignutih 20 pogodaka.
- 2020.: Najbolji igrač Prve HNL, Žuta majica Sportskih novosti.

### Klupska
HNK Rijeka
- Hrvatski nogometni kup (2): 2018./19., 2019./20.

Malmö
- Allsvenskan (1): 2021.

## Vanjske poveznice
- Profil, Hrvatski nogometni savez
- Profil, Soccerway (engl.)
- Profil, Transfermarkt (engl.)

‎ 